# Augusto dos Anjos
Augusto de Carvalho Rodrigues dos Anjos (Sapé, Paraíba, 20 de abril de 1884 - Leopoldina, Minas Gerais, 12 de noviembre de 1914); poeta brasileño.
Ha sido un poeta identificado muchas veces como simbolista o parnasiano, pero muchos críticos, como el poeta Ferreira Gullar, concuerdan en situarlo como premoderno. 
En 1912 publicó su primer y único libro, Eu (Yo). Cinco años después de su muerte, en 1919, su amigo de toda la vida Órris Soares reeditó Eu añadiendo nuevos textos inéditos, bajo el título de Eu e Outras Poesías (Yo y Otras Poesías).
Es conocido como uno de los poetas más extraños de su tiempo, y hasta el día de hoy su obra es admirada (y odiada) tanto por lectores casuales como por críticos literarios.